# Kurt Angle
Kurt Steven Angle (Mount Lebanon, 9 dicembre 1968) è un ex wrestler ed ex lottatore statunitense, noto per i suoi trascorsi nella World Wrestling Federation/Entertainment e nella Total Nonstop Action Wrestling.
È l'unico wrestler della storia ad aver detenuto il WWE Championship, il World Heavyweight Championship (della WWE), il WCW World Heavyweight Championship, il TNA World Heavyweight Championship e l'IWGP Third Belt Championship. È stato inoltre campione del mondo di lotta libera nel 1995, nella categoria dei pesi massimi, e campione olimpico ai Giochi di Atlanta 1996 nella medesima specialità.
È stato introdotto nella TNA Hall of Fame e nella WWE Hall of Fame ed è considerato uno dei lottatori più tecnici di tutti i tempi. Dotato di grande carisma, nel 2010 è stato eletto dal Wrestling Observer Newsletter come miglior wrestler del XXI secolo.

## Carriera nella lotta libera
Nel 1975, all'età di sette anni, Kurt Angle iniziò la sua carriera agonistica nella lotta libera. Nel 1995 vinse i mondiali nella categoria dei pesi massimi (100 kg) e, l'anno successivo, la medaglia d'oro ai Giochi olimpici di Atlanta nella medesima categoria.

## Carriera nel wrestling

### Power Pro-Wrestling (1998–1999)
Dopo aver conquistato la vittoria ai Giochi olimpici, si dedicò al mondo del wrestling e, nell'ottobre 1998, firmò un contratto di cinque anni con la World Wrestling Federation. Fu assegnato alla Power Pro-Wrestling, una federazione di sviluppo di Memphis, dove iniziò ad allenarsi.

### World Wrestling Federation/Entertainment (1999–2006)

#### Varie faide ed Eurocontinental Champion (1998–2000)
La prima apparizione di Kurt Angle in WWF fu durante la puntata di Sunday Night Heat del 7 marzo 1999, dove prese parte ad un angle con Tiger Ali Singh, dove Singh gli offrì denaro per soffiarsi il naso sulla bandiera americana. Angle rifiutò di farlo e lo assalì. Il suo primo match fu un dark match che lo vide vincente contro Brian Christopher l'11 aprile. Nei mesi seguenti, combatté in diversi house show ed altri dark match di preparazione al suo debutto televisivo.
Per diverse settimane furono mandate in onda delle vignette e il 14 novembre alle Survivor Series debuttò sconfiggendo Shawn Stasiak. La gimmick moralistica di Angle, che si dichiarava l'eroe americano che diffondeva ideali patriottici e le sue "tre I" (Intensità, Integrità, Intelligenza), era una parodia dei face degli anni ottanta.
Non essendo però più nell'Era Gimmick, la figura di Angle, assunse sempre più i contorni di un eroe olimpico in costante ricerca di rispetto da parte del pubblico e dei suoi avversari, chiaramente molto più affini agli standard violenti dell'Attitude Era.
Ciò porterà in breve tempo a creare un personaggio che mischierà serietà e grandi doti tecniche ad esilaranti episodi al microfono, dovuti alla sua continua e disperata ricerca di reverenza dal pubblico e dal mondo del wrestling in generale, sia da "face" che da "heel".
Dopo il debutto, rimase imbattuto fino a gennaio 2000, dove venne sconfitto dal debuttante Tazz. Angle conquistò a febbraio sia il titolo europeo sia quello intercontinentale, iniziando a farsi definire il campione "eurocontinentale". Il veterano del wrestling Bob Backlund divenne il mentore di Angle, ma, sfortunatamente per lui, Backlund accettò la proposta di un Triple Threat Match per WrestleMania 2000 contro Chris Benoit e Chris Jericho con entrambi i titoli di Angle in palio. Arrabbiato, Angle sfogò la sua rabbia sul suo mentore, usando su di lui la "finisher" di Bob, ossia la Crossface Chickenwing. A Wrestlemania 2000 Angle perse entrambi i titoli.

#### WWF Championship (2000–2002)
Durante la metà del 2000, strinse un'alleanza con Edge e Christian e iniziò una rivalità contro i Too Cool e Rikishi, con Angle che sconfisse Rikishi la finale del King of the Ring. Dopo aver perso contro Triple H a Unforgiven, scalò i vertici della federazione fino ad ottenere un match per il WWF Championship contro The Rock. I due si affrontarono a No Mercy, vinto da Angle. Difenderà con successo la cintura per il resto dell'anno, sconfiggendo The Undertaker alle Survivor Series e trionfando in un Hell in a Cell match a 6 uomini al pay-per-view Armageddon (che includeva oltre all'eroe olimpico, anche Undertaker, Rikishi, Steve Austin, Triple H e The Rock). Ebbe inoltre uno strano premio nel 2000: quello di "lottatore più odiato dell'anno".
Il 2001 per Angle iniziò con la cintura mondiale ancora alla vita. Dopo una difesa vittoriosa del titolo contro Triple H alla Royal Rumble, perse il titolo contro colui da cui l'aveva conquistata, ossia The Rock, nel mese di febbraio. Finita la faida con The Rock, disputò una lunga rivalità con Chris Benoit per stabilire chi fosse il lottatore più tecnico del mondo. I due disputarono un match a WrestleMania X-Seven in cui fu Angle a trionfare. I due si sfidarono successivamente in un Steel Cage match durante una puntata di Raw is War, in cui Angle eseguì un moonsault dalla cima della gabbia. Vinse comunque il match, anche grazie all'aiuto di Steve Austin, che attaccò Benoit.
Angle ebbe poi un feud con Shane McMahon. I due si sfidarono in un Street Fight match a King of the Ring, in cui Angle trionfò. Famoso il segmento in cui Angle scaraventa per diverse volte Shane attraverso le vetrate dello stage, che ferì entrambi in diversi punti.

#### Invasion (2001–2002)
Successivamente, effettuò un turn face e un ruolo importante durante l'Invasion degli atleti della World Championship Wrestling e della Extreme Championship Wrestling negli show WWE. In particolare ebbe un'accesa rivalità con Steve Austin, leader del team "Alliance" (il nome dato per definire il team degli atleti WCW e ECW) da cui vinse il suo secondo titolo WWE. Sempre durante l'Invasion riuscì ad aggiungere al suo ricco palmarès anche il WWF Hardcore Championship, il WCW United States Championship e il WCW Championship. Sempre nell'anno 2001 ebbe modo di vincere il "PWI 500", la speciale classifica redatta dalla Pro Wrestling Illustrated che indica i lottatori complessivamente più vincenti al mondo. Dopo aver vinto per squalifica contro Austin a SummerSlam, sconfisse poi Austin per sottomissione a Unforgiven vincendo il suo secondo WWF Championship. Angle diventò così il secondo wrestler ad aver vinto i titoli massimi WCW e WWF nello stesso anno senza aver mai lottato per la WCW. Comunque, perse il titolo contro Austin l'8 ottobre a Raw quando William Regal tradì la WWF per allearsi all'Alliance e quindi a Steve Austin. Come parte della storyline, anche Angle si unì in seguito all'Alliance, ma alla fine tornò alla WWF aiutando The Rock a sconfiggere Austin in un "Winner Takes All" Match fra WWF ed Alliance alle Survivor Series.
L'anno finì male per Angle, che uscì sconfitto dal mini-torneo di Vengeance per stabilire il primo WWE Undisputed Champion dopo esser stato schienato da Steve Austin nella prima semifinale. Angle partecipò al suo primo Royal Rumble Match all'inizio del 2002, dove fu l'ultimo eliminato dal vincitore Triple H. A WrestleMania X8, sconfisse Kane.

#### Faida con Edge (2002–2003)
Successivamente, riprese un comportamento da heel e combatté una lunga faida contro Edge: i tifosi cominciarono a sbeffeggiarlo, rivolgendogli a ogni entrata i caratteristici cori "You suck! You suck!" (tradotto: Fai schifo!) che da allora in poi lo accompagneranno più o meno durante tutta la sua carriera in WWE. Celebre il match di Judgment Day in cui, secondo la stipulazione prevista, il perdente fra i due sarebbe stato rasato a zero. Fu proprio Angle a subire questo destino. Angle iniziò quindi ad indossare una parrucca negli show seguenti, dicendo che quelli erano i suoi veri capelli. Iniziò a fare strani commenti contro i calvi che porterà ad una faida con Hulk Hogan, durante la quale Hogan tentava di togliere la parrucca ad Angle. A King of the Ring 2002, Angle affrontò Hulk Hogan per la prima volta vincendo via sottomissione grazie alla sua Ankle Lock. Questo fu il primo match di sempre perso da Hogan via sottomissione nella WWE. Fu quindi Kurt Angle stesso a sbarazzarsi della parrucca, in un particolare episodio di SmackDown! dove lanciò una sfida a qualunque wrestler che non aveva mai affrontato. La sfida fu accettata dal debuttante John Cena che, pur perdendo contro il wrestler olimpico, fece un'ottima figura. Da allora Angle è rimasto calvo. È importante considerare che, da questo momento in poi, il personaggio di Angle diventerà molto meno ingenuo e "comicamente frustrato" rispetto al passato per poter quindi dare maggior risalto alle sue notevoli e devastanti qualità tecniche nonché a futuri turn heel decisamente più aggressivi rispetto ai precedenti. Dopo la sconfitta con Edge, Angle si alleò poi al suo storico rivale, Chris Benoit, nel tentativo di vincere i WWE Tag Team Championship, messi in palio in un torneo per la prima volta dalla General Manager di Smackdown! Stephanie McMahon. I due lottatori vinsero i titoli ai danni di Edge e Rey Mysterio nella finale del torneo, ma li persero poco dopo in una puntata di Smackdown! proprio in favore di Edge e Mysterio.

#### Regni titolati (2003–2004)

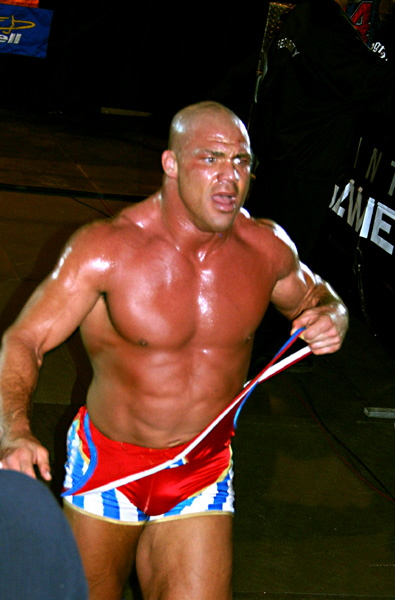
Kurt Angle nel gennaio del 2004

Angle si dedicò quindi alla conquista del suo terzo titolo mondiale, cosa che avverrà nel dicembre 2002 sconfiggendo Big Show grazie all'aiuto determinante di Brock Lesnar. L'eroe olimpico rifiutò però di concedere a Lesnar l'incontro per il titolo promessogli in cambio dell'aiuto, alleandosi tra l'altro con Paul Heyman, che aveva una faida con Lesnar proprio in quel periodo e con il cosiddetto Team Angle. Fu allora che cominciò una delle faide più importanti della carriera di Kurt Angle. La faida fu eletta "faida dell'anno" del 2003. Angle, però, non affrontò subito Lesnar, che per affrontare Angle dovette partecipare alla Royal Rumble 2003, match che fu vinto proprio da Lesnar. In quello stesso pay per view Angle sconfisse Chris Benoit in un match valido per il titolo WWE. Affrontò quindi Brock Lesnar nel main-event di WrestleMania XIX e in uno dei match più belli mai disputati in WWE, venne sconfitto da Lesnar, che si laureò nuovo campione WWE.
Kurt Angle si prese una pausa, per recuperare dai suoi problemi al collo, e questo fece anche riconsiderare ad Angle l'opportunità di tornare alla lotta libera per partecipare alle olimpiadi di Atene, idea che Angle aveva preso sul serio. Nella metà del 2003, però, Angle si sottopose ad un nuovo tipo di intervento al collo che gli permette di tornare sul ring in tre mesi e non in un anno, nel caso dell'operazione tradizionale: l'ipotesi di partecipare ai Giochi olimpici del 2004 era stata scartata.
Al suo ritorno, Angle, che aveva ripreso caratteristiche da face, puntò subito gli occhi al titolo WWE che riuscì a riconquistare a Vengeance in un Triple threat match contro Lesnar e Big Show. A SummerSlam 2003 Angle difese con successo la cintura sconfiggendo Lesnar che per la prima volta nella sua carriera perde un incontro per sottomissione, con la sua Ankle Lock, nonostante l'interferenza di Vince McMahon. Angle riperderà il titolo contro Brock Lesnar a SmackDown! in uno stupendo Iron Man Match il 18 settembre 2003 per 5 a 4. Angle formò poi un team di cinque uomini per affrontare un team di altrettanti uomini capitanati da Lesnar alle Survivor Series 2003, che vide la squadra di Angle uscire vittoriosa dal Pay-per-view. Le prestazioni di Angle gli permisero di essere eletto "Wrestler dell'anno" dalla rivista Pro Wrestling Illustrated. Il suo nome inoltre comparì nei tre match migliori dell'anno sempre secondo la rivista "Pro Wrestling Illustrated", cosa mai successa a nessun lottatore nella storia del wrestling.
A inizio 2004, Kurt Angle rientrò sul ring dopo una pausa causata dai suoi soliti problemi al collo; sconfisse Big Show e John Cena in un Triple Threat Match ottenendo la title shot per il WWE Championship, ma i problemi al collo lo costrinsero a rimanere fuori dalle scene di nuovo dopo il match a WrestleMania XX per il WWE Championship contro Guerrero, che venne vinto da quest'ultimo. Fu così che, dopo l'uscita di scena da parte di Paul Heyman, egli divenne il General Manager dello show "blu" affiancato dalla bodyguard Luther Reigns, e il suo comportamento ostile lo spinse a ostacolare in tutti i modi sia Eddie Guerrero, favoreggiando l'altro rivale di Guerrero, John Bradshaw Layfield, il quale era intenzionato a vincere il titolo, sia John Cena, quest'ultimo privato a un certo punto del titolo di WWE United States Champion poiché aveva colpito accidentalmente Angle. Nell'aprile del 2004, Angle disse che se Big Show non avesse sconfitto Eddie Guerrero per il WWE Championship, lo avrebbe licenziato dalla federazione. L'incontro fu perso proprio da Big Show, il quale preso dalla rabbia distrusse la macchina della collega Torrie Wilson, e gettò poi nel vuoto il manager Kurt Angle, facendolo cadere da un'altezza di 7,50 m circa (kayfabe). In seguito Angle riapparirà su una sedia a rotelle e con una gamba ingessata, riprendendo il suo ruolo da dirigente. Ma dopo tre mesi, stanco del suo atteggiamento dispotico, il proprietario della WWE Vince McMahon lo licenziò come General Manager e lo riassunse come lottatore a tempo pieno.

#### Varie faide (2004–2005)
Dopo esser tornato al roster attivo, sconfiggendo Charlie Haas il 29 luglio, Angle continuò così la sua faida con Eddie Guerrero. Il primo match fra i due, avvenuto a SummerSlam, vide Angle trionfare. Successivamente Angle dovette subire il ritorno di Big Show, intenzionato a vendicarsi dell'eroe olimpico che lo aveva costretto ad allontanarsi dalla WWE quando egli era General Manager. L'astio aumentò ulteriormente quando in una puntata di Smackdown! Angle, dopo aver addormentato Big Show con un tranquillante sparato tramite un fucile (kayfabe), gli tagliò i capelli a zero. L'allora General Manager Theodore Long quindi, sancì un match tra i due a No Mercy, con una regola speciale che prevedeva il licenziamento da Smackdown! per chiunque avesse interferito nel match. Inizialmente Angle si fece contare fuori per concludere il match in fretta, ma Long arrivò successivamente e fece ripartire il match, minacciando di licenziare Angle se non avesse continuato l'incontro. Il match quindi si concluse con la vittoria di Big Show, che sconfigge una volta per tutte l'eroe olimpico. Angle finì poi la faida con Guerrero, a novembre durante Survivor Series 2004 quando il Team Guerrero (formato da Eddie, Cena, Rob Van Dam e Big Show) sconfisse il Team Angle (formato da Angle, Luther Reigns, Mark Jindrak e Carlito). Il 16 novembre 2004, poco dopo Survivor Series, Angle iniziò il Kurt Angle Invitational. In pratica Angle consentiva ai wrestler locali di sfidarlo in match con in palio la sua medaglia d'oro olimpica del 1996.
A inizio 2005, Angle iniziò un feud con Big Show e con il campione WWE JBL che sfociò in vari screzi: Angle rapì l'allora fidanzata di Big Show, Joy Giovanni e la chiuse nel bagagliaio della limousine di JBL, facendo credere al gigante che a rapire la ragazza sia stato Bradshaw (kayfabe), ciò mise JBL e Big Show l'uno contro l'altro. L'inganno venne scoperto poco dopo, e Angle affrontò JBL in un Last Man Standing match durante un'edizione di SmackDown!, terminato tuttavia in parità. La rivalità culminò alla Royal Rumble, in un match valido per il WWE Championship fra lui, Show e JBL, match che sarà vinto da quest'ultimo che manterrà il possesso della cintura schienando proprio Kurt. Angle, frustrato per la situazione, rubò successivamente il numero d'ingresso alla rissa reale a Nunzio, entrando con il numero 25, ma venne eliminato quasi subito da Shawn Michaels. Angle poi tornò nel ring e eliminò HBK. Seguì una rissa fra i due fuori dal ring che diede inizio ufficialmente alla loro faida. Essa sfociò inizialmente in uno splendido match a WrestleMania 21, considerato uno dei migliori di tutto il 2005, vinto da Angle. Il 13 giugno 2005 Angle passò al roster di Raw per effetto della Draft Lottery. La sua avventura nel roster di Raw iniziò con una rivincita del match di WrestleMania, a Vengeance, dove stavolta vince Michaels.

#### Wrestling Machine (2005–2006)

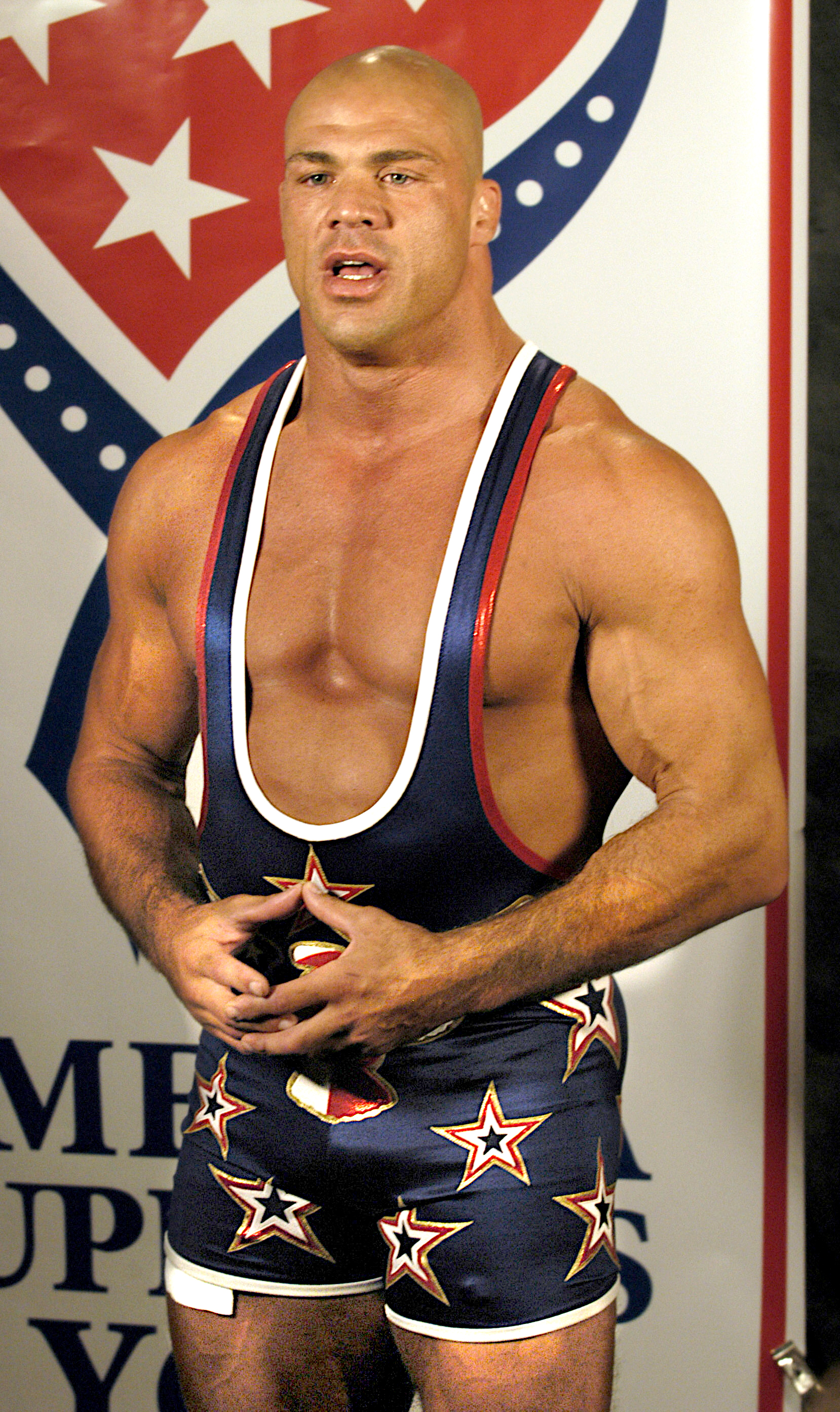
Angle nel 2005

Continuò poi il suo Kurt Angle Invitational, sconfiggendo per due settimane consecutive Matt Striker conservando la sua medaglia d'oro. L'edizione di Raw del 25 luglio 2005 vide la fine del Kurt Angle Invitational quando il rientrante Eugene riuscì a non essere sconfitto in tre minuti da Angle (condizione per vincere la medaglia), vincendo così la medaglia d'oro di Angle. Angle riconquistò la medaglia poco dopo, sconfiggendo Eugene in un match normale a SummerSlam. Al termine di questa faida Angle ricominciò la scalata al WWE Championship detenuto da John Cena. Egli si alleò col General Manager Eric Bischoff per raggiungere il suo scopo ottenendo subito un match titolato per Unforgiven contro John Cena. Angle riuscì a sconfiggere Cena, ma solo per squalifica, uscendo quindi dal pay per view con un nulla di fatto. Nella puntata di Raw del 3 ottobre, Angle affrontò Shawn Michaels in un iron man match da 30 minuti, sia per decretare lo sfidante al WWE Championship, detenuto da John Cena, sia con l'obiettivo di chiudere definitivamente la loro sfida iniziata a Wrestlemania, ma il match terminò in parità sul punteggio di 2-2, con Angle che si rifiutò di proseguire il match al Sudden Death. A Taboo Tuesday in un Triple threat match che vede coinvolto anche Shawn Michaels, Angle non riuscì a trionfare, con la cintura che resta nelle mani di Cena. Angle ottenne successivamente un “arbitro personale”, ossia Daivari, che iniziò ad arbitrare tutti i match di Angle. L'eroe olimpico scelse proprio lui come arbitro speciale nell'ultima rivincita contro Cena alle Survivor Series per il titolo. Angle però perse il match, dopo il conteggio dell'arbitro di SmackDown! Charles Robinson (Daivari era stato infatti messo KO durante il match). Angle però non desistette dal desiderio di conquistare il titolo mondiale. Sconfitto Ric Flair durante un'edizione di Raw, si qualificò per l'Elimination Chamber Match di New Year's Revolution 2006, dove fu però il primo eliminato, essendo stato schienato da Shawn Micheals. Durante la puntata di SmackDown! del 13 gennaio 2006 Kurt Angle partecipò a sorpresa ad una Battle Royal valida per il World Heavyweight Championship reso vacante da un infortunato Batista, nonostante faccia ancora parte del roster di Raw. Vinse match e cintura, eliminando per ultimo Mark Henry. Ciò sancì quindi il suo passaggio al roster di Smackdown!. Nella puntata di Raw della settimana successiva venne sconfitto da Shawn Michaels a causa del tradimento del suo manager Shawn Daivari; dopo il match Angle attaccò Daivari, effettuando un turn-face e adottando la gimmick della Wrestling Machine facendo emergere il suo lato più rabbioso e violento. difese con successo il titolo contro Mark Henry alla Royal Rumble e contro The Undertaker a No Way Out.
A WrestleMania 22 Angle perse il suo titolo in un Triple Threat Match contro Rey Mysterio e Randy Orton in favore del lottatore mascherato (aveva ottenuto la title shot vincendo il Royal Rumble match 2006). Angle partecipò quindi al torneo del King of the Ring 2006. Nel primo turno Angle sconfisse Orton, tuttavia dovette dare forfait al secondo turno contro Booker T:infatti, durante un match il 28 aprile contro Rey Mysterio valido per il titolo mondiale, Kurt viene infortunato dal "World Strongest Man" Mark Henry, che affrontò al suo ritorno per il pay per view Judgment Day. Al Pay-per-view Kurt Angle fu sconfitto da Mark Henry per countout (conteggio fuori dal ring). Sebbene abbia perso, Angle ottenne comunque la sua rivincita, attaccando Henry con una sedia per poi finirlo lanciandolo contro il tavolo dei commentatori.
Il 29 maggio a Raw, Angle venne introdotto da Paul Heyman come nuovo membro della rediviva ECW. Angle lasciò quindi Smackdown! non prima di aver lanciato una sfida aperta a tutti gli atleti della WWE per ECW One Night Stand, accettata dal rientrante Randy Orton. Angle sconfisse Orton a One Night Stand, ma nella rivincita fra i due a Vengeance fu Orton a trionfare. Angle apparve sporadicamente negli show seguenti della WWE durante la metà del 2006. Il 25 agosto 2006, Angle richiede ed ottiene di essere svincolato dalla WWE mesi prima del termine del suo contratto a causa di "problemi personali"; il wrestler si trova nella condizione di dover combattere benché gravemente infortunato e la continua lontananza da casa ha portato a fratture insanabili tra le pareti domestiche: è infatti alle prese con il divorzio da sua moglie, dalla quale ha già avuto una bambina ed è in attesa del secondo figlio. Molti wrestler, insieme alla stessa dirigenza, hanno mostrato il loro dispiacere per la decisione di Angle.

### New Japan Pro-Wrestling (2007–2009)
Il 18 febbraio 2007 Angle debuttò nella New Japan Pro-Wrestling (NJPW), lottando assieme all'ex IWGP World Heavyweight Champion Yuji Nagata contro gli ex WWE Travis Tomko e Giant Bernard.
Il 29 giugno 2007 Angle affrontò Brock Lesnar in un match "Campione contro Campione", conquistando la IWGP Third Belt Championship di Lesnar e sfidandolo ad un match di arti marziali miste. Tra dicembre 2007 e gennaio 2008 difese in due occasioni la cintura, per poi perderla il 17 febbraio contro Shinsuke Nakamura, IWGP Heavyweight Champion, in un match che ha determinato l'unificazione delle cinture.
Nel 2009, Kurt Angle ha preso parte al Wrestle Kingdome in Tokyo Dome il 4 gennaio, insieme al compagno di stable Kevin Nash e alle leggende giapponesi Riki Choshu e Masahiro Chono sconfigge Karl Anderson, Takeshi Lizuka, Tomohiro Ishii e Giant Bernard, quest'ultimo attacca Angle a fine match e lo sfida per il 15 febbraio nel PPV successivo della compagnia, il match è vinto da Kurt Angle.

### Total Nonstop Action Wrestling (2006–2016)

#### Faida con Samoa Joe (2006–2007)
Il 24 settembre, nel finale del pay-per-view No Surrender della TNA va in onda un promo che pubblicizza l'approdo nella federazione di Orlando di Angle; tale video mostra un Angle agguerrito che dice "It's real. It's damn real!".
Il suo debutto in TNA è avvenuto il 19 ottobre in un confronto con Samoa Joe finito in rissa. Il suo primo match risale al 16 novembre nel corso di una puntata di Impact sconfiggendo per sottomissione Abyss e subendo al termine del match un assalto da parte di Samoa Joe. Pochi giorni dopo, nel corso del pay-per-view Genesis ha sconfitto Samoa Joe, mettendo fine alla striscia vincente del samoano che durava ormai da 17 mesi.
Nel corso del pay-per-view Turning Point il match tra Angle e Joe ha visto quest'ultimo avere la meglio sul campione olimpico. A Sacrifice 2007 Angle ha sconfitto Christian Cage e Sting in un three way match.

#### Regni titolati (2007–2008)

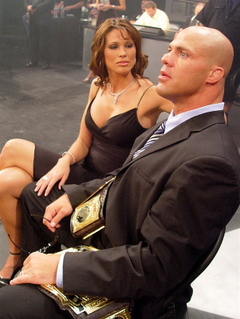
Kurt Angle (a destra) con Karen Smedley nell'agosto del 2007

Il 15 luglio ha lottato in un match valido per il TNA World Tag Team Championship detenuto dal Team 3D (Brother Ray e Brother Devon), assieme a Samoa Joe. Angle e Joe hanno vinto il match, ma per la particolare stipulazione del match Samoa Joe è l'unico detentore della cintura e potrà decidere in seguito con quale wrestler difendere il titolo. Joe ed Angle si sono in seguito sfidati il 12 agosto al pay-per-view Hard Justice in un match il cui vincitore avrebbe preso tutte le cinture dell'avversario. Angle vinse il match, conquistando perciò anche l'X Division Championship ed il World Tag Team Championship. Comunque, Angle perse in seguito l'X Division Championship e i titoli di coppia rispettivamente a Jay Lethal e al Team Pacman (Adam "Pacman" Jones e Ron Killings) nel corso del pay-per-view No Surrender. A Bound for Glory Angle ha perso la cintura di campione del mondo TNA in favore di Sting. Comunque, Kurt Angle è riuscito a riconquistarla durante la puntata di iMPACT! in onda il 25 ottobre.
L'11 novembre 2007 a Genesis difese con successo la sua cintura in un tag team match contro Sting ed il debuttante Booker T; compagno di squadra di Angle per l'occasione è stato Kevin Nash. Angle riuscì ad ottenere lo schienamento ai danni di Sting grazie al fondamentale intervento dei TNA World Tag Team Champions AJ Styles e Tomko. I tre formano quindi una vera e propria stable, chiamata Angle Alliance.
Il 13 aprile 2008, durante il pay-per-view Lockdown, Angle ha perso il titolo in favore di Samoa Joe.
Qualche mese dopo, iniziò un feud con AJ Styles nel quale rimase coinvolta anche sua moglie Karen Angle. Alla fine, AJ vinse il feud. Kurt iniziò poi un feud con Jeff Jarrett che si concluse a Bound For Glory con la vittoria di Jarrett.

#### Main Event Mafia (2008–2009)
Nella prima puntata di Impact in HD, Kurt, Kevin Nash, il campione del mondo Sting e il neo Campione delle leggende Booker T formano la Main Event Mafia, ovvero diventano "mafiosi" per colpire gli altri wrestler con uno stile simile a quello dei gangster. A sorpresa e dopo il suo ritorno sul ring, anche Scott Steiner si unisce ai MeM per vincere contro Abyss durante un Turning Point, in un Falls Count Anywhere ed in seguito sconfiggere anche Rhino, conquistando così la possibilità di una rivincita contro Jarret al Genesis. Angle, vince il match contro Jarrett e lo riduce in condizioni così gravi da dover essere portato in barella nel backstage. A Against All Odds ha combattuto un Fatal Four Way match contro Brother Ray, Brother D-Von, e il campione e difensore del titolo Sting. Tra i due (Angle e Sting) c'erano state incomprensioni, prima e dopo AAO e, in un Empty Arena match, Angle e Sting si erano scontrati senza vincitori dato che gli altri membri della Mem erano intervenuti per dividere i due compari e, quando Angle stringe la mano a Sting, gli sputa in faccia ed in seguito dice di volere un match proprio contro Sting ed in cui sia messo in palio il titolo di campione del mondo dei pesi massimi. Match che però, al Destination X della TNA, Angle perde. A TNA Lockdown il Team Jarret sconfigge il Team Angle e Sting perde il titolo contro Mick Foley in un Steel Cage Match. A Sacrifice però Sting lo schiena diventando il nuovo leader della MEM anche se il titolo rimane a Mick Foley. A Slammiversary riconquista per la terza volta il titolo contro AJ Styles, Mick Foley e proprio Jeff Jarrett. A No Surrender perde il titolo in un Four Fatal Way match contro Sting, Matt Morgan e il vincente AJ Styles.

#### Varie faide (2009–2010)

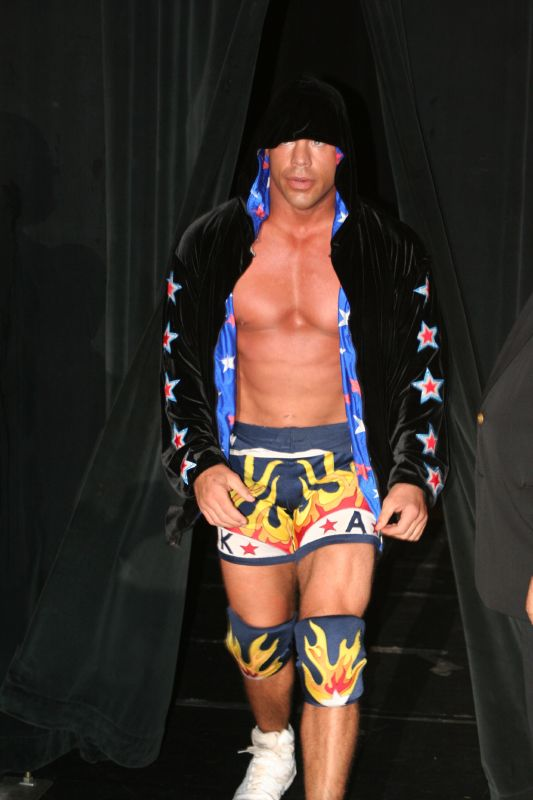
Kurt Angle nel settembre del 2009

Dopo aver sconfitto Matt Morgan a Bound For Glory, nella puntata successiva di Impact!, effettua un turn face. Nella stessa serata, viene attaccato dal debuttante Desmond Wolfe, che lo sconfigge la settimana seguente. A TNA Turning Point Angle sconfigge Wolfe. A Genesis 2010, Angle perde il match contro AJ Styles valido per il titolo mondiale grazie al Turn Heel di quest'ultimo e di Ric Flair. Nella sua ultima occasione contro AJ Styles, Angle viene sconfitto in maniera controversa, quando AJ lo chiude nella Ankle Lock e l'arbitro Earl Hebner ha suonato la campana senza che Angle si sia arreso.
All'inizio Angle ha incolpato Hogan di questo "Screwjob" (Earl Hebner tra l'altro era l'arbitro coinvolto nel famosissimo "Screwjob di Montréal", avvenuto 12 anni prima a Montréal in circostanze pressoché identiche con Shawn Michaels e Bret Hart), ma si scopre in seguito che era stato Ric Flair a corrompere Hebner.
L'eroe olimpico è ora impegnato in un feud contro Mr. Anderson. Dopo aver sconfitto Anderson a Lockdown 2010, Angle ha dichiarato che si prenderà un periodo di pausa. Angle ritorna nella TNA il 17 maggio 2010. A TNA Slammiversary VIII, affronterà Kazarian, sconfiggendolo. A TNA Victory Road, Angle vuole affrontare The Pope e, nel PPV. vince l'incontro. Nella puntata del 22 luglio 2010, Angle sconfigge Hernandez.

#### Faida con Jeff Jarrett (2010–2011)
A TNA No Surrender 2010 il suo match contro Jeff Hardy per decretare il finalista per il torneo che decreterà il nuovo Campione Mondiale TNA, finisce in No Contest. Nel corso del match riporta l'incrinazione di una costola.
A Impact dopo No Surrender Kurt Angle e Jeff Hardy si riaffrontano però il risultato non cambia, il match finisce con un No Contest, allora si decide che a Bound For Glory ci sarà un triple threat match per il titolo vacante: Kurt Angle vs Jeff Hardy vs Mr Anderson. Il match finirà con la vittoria di Hardy (che effettua un Turn Heel) grazie all'aiuto di Eric Bishoff e Hulk Hogan.
Nell'edizione di Impact dopo Bound For Glory Kurt Angle annuncia di ritirarsi dopo aver fallito il match per il titolo mondiale, ma lo interrompe Jeff Jarrett dove parlano della ex moglie di Kurt e adesso moglie di Jeff, Karen Jarrett, Jeff dice di aver siglato un patto con Hogan e Bishoff e dice di voler essere lui a far finire la carriera di Angle. Inizia un lungo feud dove Angle prevale su Jarret a Genesis e a Sacrifice; perde però a Against All Odds e a Lockdown in uno Steel Cage match. La sfida decisiva avviene a TNA Slammiversary IX, Kurt Angle batte Jeff Jarrett nel Main Event grazie alla Ankle Lock.

#### Opportunità titolate (2011–2012)
Ad Hardcore Justice 2011 il 7 agosto, Angle sconfigge illegalmente Sting, conquistando il TNA World Heavyweight Championship per la quinta volta. Nella puntata dell 8 agosto di Impact compie un turn heel spiegando che l'alleanza con Sting è finita, in quanto ne è iniziata una con Hulk Hogan, leader degli Immortal. Nella puntata del 18 agosto accetta la sfida di Crimson in un match per la prossima settimana ovvero il 25 agosto dove Angle perde per squalifica a causa dell'intervento di Samoa Joe. Il 1º settembre sconfigge Sting in un match titolato, con Special Referee Hulk Hogan invece l'8 settembre perde per squalifica sempre in un match titolato contro Mr. Anderson a causa dell'interferenza degli Immortal ma rimane comunque campione.
A No Surrender 2011 sconfigge Sting e Mr. Anderson in un triple threat match valido per il TNA World Heavyweight Championship. Nella puntata del 15 settembre sconfigge Mr. Anderson e mantiene la cintura. Nella puntata del 22 settembre mantiene la cintura in un match contro James Storm. Il 29 settembre non combatte ma sancisce il match AJ Styles vs Robert Roode invece il 6 ottobre interviene (senza esser visto dall'arbitro) nel match tra Bobby Roode e James Storm attaccando quest'ultimo quando era fuori dal ring. Il 13 ottobre sancisce un Handicap match che vede Bobby Roode opposto a Jeff Jarrett e Gunner. A Bound For Glory 2011 mantiene il titolo del mondo TNA contro Bobby Roode.
Nella puntata di Impact successiva al PPV perde il titolo contro James Storm in meno di 3 minuti. Nella puntata del 17 novembre ritorna attaccando James Storm rivelandosi colui che lo aveva assalito sette giorni prima, viene così ufficializzato un match tra lo stesso Kurt Angle e James Storm che avrà luogo al PPV Final Resolution 2012. Nella puntata del 24 Kurt esce con un promo contro James Storm che lo raggiunge sul ring e lo attacca, scoppia una rissa insieme ad altri wrestler intervenuti. nella puntata dell'8 dicembre James Storm e Angle hanno un lungo diverbio sul ring dove Storm si gira di spalle e invita Angle a colpirlo ma lui non lo fa. A Final Resolution 2012 viene sconfitto da James Storm. Nella puntata del 15 dicembre chiede a Sting un rematch contro James Storm ma lui non lo concede dicendo che Storm ha vinto lealmente. Il 29 dicembre Kurt perde per squalifica contro Rob Van Dam a causa dell'interferenza di Storm. Il 5 gennaio affiancato da Bully Ray e Robert Roode perde contro Jeff Hardy, Abyss e James Storm. Al PPV Genesis 2012, sconfigge James Storm in un match singolo. Nella puntata del 12 gennaio Storm vuole un rematch contro Angle dicendo di voler lottare per il World Title così Sting sancisce un match per diventare il primo contendente al TNA World Heavyweight Championship contro James Storm in cui Angle viene sconfitto ponendo fine alla loro faida.
Fa il suo ritorno in una puntata di Impact seguente il PPV Against All Odds 2012, dove interviene nel match tra Jeff Hardy e Bobby Rhoode valido per il TNA World Heavyweight Championship. Da qui inizia una rivalità con Hardy. Nella puntata del 16 febbraio aiuta Bobby Roode a sconfiggere Jeff Hardy in un match per il titolo, nella puntata del 23 febbraio perde in coppia con Bubba Ray Dudley contro James Storm e Jeff Hardy. Nella puntata del 1º marzo va in onda un promo dove Kurt Angle critica Jeff Hardy chiamandolo ad affrontarsi sul ring. I due si accordano per un match a Victory Road 2012 prima che scatti una rissa sedata dagli arbitri. Nella puntata dell'8 marzo perde un match di coppia con Gunner contro Garett Bischoff e Jeff Hardy. Nella puntata del 15 marzo sconfigge Bischoff in un Beat The Clock Match. A Victory Road 2012 il 18 marzo sconfigge Jeff Hardy irregolarmente. Il 22 marzo perde per squalifica un Three Minute Challenge contro Garett Bischoff a causa dell interferenza di Jeff Hardy]. A Impact del 29 marzo, interferisce (senza essere visto dall'arbitro) nel match che vedeva opposti Jeff Hardy e Mr. Anderson, permettendo a quest'ultimo di vincere. Nella puntata del 5 aprile perde per count-out in un match contro Jeff Hardy fuggendo dal ring, così Hulk Hogan annuncia uno Steel Cage match a Lockdown 2012 contro Jeff Hardy, match in cui Angle perderà facendo un buon incontro e decretando così la fine della loro faida.
Kurt comunica ai suoi fans tramite Twitter che prenderà un periodo di riposo, ma tornerà al PPV Sacrifice 2012 dove probabilmente affronterà AJ Styles. Nella puntata del 19 aprile successiva al PPV, affronta e sconfigge AJ Styles grazie alla distrazione da parte di Kazarian e Christopher Daniels. Nella puntata del 26 aprile raccoglie la sfida di Anarquia e lo sconfigge sottomettendolo alla Ankle Lock. Il 3 maggio in coppia con Kazarian e Christopher Daniels perde contro AJ Styles, Samoa Joe e Magnus. Al PPV, Sacrifice 2012 il 13 maggio sconfigge AJ Styles. Dopo il match, salva quest'ultimo dall'assalto di Kazarian e Daniels, effettuando un turn face.

#### Reunion della Main Event Mafia (2012–2013)
Nella puntata del 17 maggio, sconfigge Samoa Joe in un Qualifying Match che gli permetterà di lottare nel Fatal Four Way con i vincitori degli altri tre "Qualifying match", ovvero Jeff Hardy, AJ Styles, Bully Ray: il vincitore avrebbe avuto la possibilità di lottare in un match titolato contro Bobby Roode. Il match titolato lo vince AJ Styles.
Il 31 maggio interviene in soccorso di AJ Styles attaccato da Christopher Daniels e Kazarian, ma viene messo fuori gioco. A Slammiversary 10 combatterà in coppia con Styles contro Daniels e Kazarian per il TNA World Tag Team Championship. Nella puntata del 7 giugno vince insieme a Sting e a AJ Styles contro Bobby Roode, Christopher Daniels e Kazarian.
A Slammiversary insieme ad AJ Styles, sconfigge Christopher Daniels & Kaz conquistando i TNA World Tag Team Championship. Nella puntata di iMPACT del 28 giugno 2012, lui e AJ Styles vengono sconfitti da Daniels e Kazarian perdendo i titoli di coppia. Nel PPV Destination X perde per sottomissione contro Samoa Joe in un match valido per la Bound of Glory Series. Si riscatta nella puntata del 12 luglio sconfiggendo Mr. Anderson sempre in un match valido per la Series. Il 2 agosto ad Impact viene sconfitto da James Storm ma vince 2 settimane dopo contro AJ Styles. Ad HardCore Justice affronterà in un Ladder Match Daniels, Samoa Joe e AJ Styles. Ad HardCore Justice non riesce nel tentativo di vincere il Ladder Match contro Daniels, Samoa Joe e A.J. Styles, aggiudicato da quest'ultimo. A Bound For Glory 2012 perde l'opportunità, insieme a Styles, di diventare TNA World Tag Team Champion, cinture andate alla coppia Chavo Guerrero-Hernandez.
Angle inizia poi un feud con gli Aces & Eights, in particolare con uno dei primi "smascherati" della stable, ovvero Devon. I due si affrontano al PPV Turning Point, nel quale Angle sconfigge Devon grazie alla sua Ankle Lock. Il feud con la stable di motociclisti continua, e Angle risulta sempre vincitore nei match contro Devon. Inizia poi un feud anche con il rientrante AJ Styles, al quale chiede aiuto per lottare contro gli Aces & Eights. Styles rifiuta, attaccando Angle. Quando sembra che l'ex campione mondiale stia per unirsi alla stable ora capitanata da Bully Ray, Angle interviene, ma viene attaccato dagli altri membri della stable, i quali però vengono messi KO proprio da Styles, che vuole lottare solo per sé stesso. Angle e Styles si affrontano a Slammiversary 2013, durante la quale a vincere è l'eroe olimpico. Nella stessa serata Angle viene annunciato come secondo introdotto nella TNA Hall of Fame.
Poche settimane dopo, Angle viene rivelato come primo membro della New Main Event Mafia, stable riformata da Sting per contrastare gli Aces & Eights. In seguito anche Samoa Joe, Magnus e il nuovo arrivato Rampage Jackson entreranno in essa.

#### Director of Wrestling Operations (2013–2014)
Kurt Angle torna in TNA il 10 ottobre attaccando la E.G.O., poi sfida Bobby Roode in un match a TNA Bound for Glory 2013. A TNA Bound for Glory viene battuto da Bobby Roode, dopo essere caduto in malo modo da un running belly-to-belly suplex. Il 31 ottobre puntata di Impact, Angle ha mentito circa il suo infortunio (kayfabe), infatti ha avvertito delle convulsioni e addirittura dopo il match, ha mostrato sintomi di amnesia post-traumatiche. Il 5 novembre, a seguito di esami medici risultò negativo per la commozione cerebrale, ma le ferite al ginocchio avrebbe dovuto tenerle sotto controllo. La settimana successiva, ha visto il nuovo Main Event Mafia sciogliersi, venendo attaccato da Roode che lo accusa di usare le sue ferite come scusa per evitare il match. Il 14 novembre, ha vinto un match di contro Austin Aries nel torneo per il titolo mondiale. Tuttavia, ha perso il suo successivo match contro Magnus a causa un'interferenza di Roode. A Final Resolution, fu sconfitto da Roode in un 2-out-of 3 falls match, ma a Genesis, ha battuto Roode in uno Steel Cage match che mise fine alla faida.
Il 27 febbraio, durante una puntata di Impact, Angle ha attaccato Ethan Carter III, mentre la settimana successiva è quest'ultimo ad attaccare l'eroe olimpico infortunandolo al ginocchio, facendogli perdere così la possibilità di combattere a Lockdown. Ha fatto il suo ritorno il 17 aprile giurando vendetta. Nel mese di maggio, subisce un intervento chirurgico al ginocchio e resterà lontano dal ring per quattro mesi.
Il 20 giugno 2014, Angle è stato nominato Director of Wrestling Operations dal consiglio di amministrazione della TNA. La stessa sera ha indetto per il 3 luglio un rematch per il TNA World Heavyweight Championship tra Lashley e Eric Young. Inoltre ha reintegrato Bobby Roode, che era stato sospeso a tempo indeterminato da MVP.
Il 21 settembre 2014 il contratto di Angle è ufficialmente scaduto e ha lasciato la federazione. Dopo aver rifiutato un contratto con la WWE, ha firmato nuovamente con la TNA.

#### Varie faide (2015–2016)
Dopo le dimissioni come "Director of Wrestling Operations", Angle è tornato al wrestling attivo, e nei tapings del 31 gennaio 2015, ha battuto Lashley, laureandosi per la sesta volta (record) TNA World Heavyweight Champion. Nella puntata speciale Hadcore Justice ha perso in un strecher match contro Eric Young, ma vincendo il rematch la settimana successiva. A Destination X ha sconfitto Rockstar Spud (l'allora X Division Champion che aveva rinunciato al titolo per ottenere un'opportunità per il titolo del mondo) e più tardi nella stessa notte ha sconfitto Austin Aries (che aveva usato la sua valigetta del Feast or Fired).
Il 25 novembre a Impact ha annunciato che il successivo tour britannico sarebbe stato il suo ultimo con la TNA. Angle ha combattuto il suo ultimo match in TNA l'8 marzo 2016 in un match perso contro Lashley.

### Ritorno in WWE (2017–2020)

#### General Manager diRaw(2017–2018)
Il 31 marzo 2017 Kurt Angle è stato ufficialmente introdotto nella WWE Hall of Fame da John Cena. Il 3 aprile, giorno dopo WrestleMania 33, è stato nominato nuovo General Manager di Raw per sostituire Mick Foley, facendo così ritorno in WWE dopo oltre dieci anni. Nella puntata di Raw del 17 luglio 2017 Angle ha annunciato di avere un figlio illegittimo, Jason Jordan (kayfabe).
Kurt Angle ha fatto il suo ritorno sul ring il 22 ottobre 2017, nel main-event di TLC: Tables, Ladders & Chairs, affiancando Dean Ambrose e Seth Rollins contro Braun Strowman, The Miz, Cesaro, Sheamus e Kane in un 5-on-3 Handicap Tables, Ladders and Chairs match; i tre hanno vinto l'incontro grazie allo schienamento vincente di Angle su The Miz. Il 19 novembre, a Survivor Series, Angle ha preso parte al 5-on-5 Traditional Survivor Series Elimination match contro il Team SmackDown, ma è stato eliminato da Shane McMahon dopo essere stato colpito dal Pedigree di Triple H; ciononostante la sua squadra ha comunque vinto la contesa.
L'8 aprile, a WrestleMania 34, Kurt Angle ha fatto coppia con Ronda Rousey (al suo debutto in WWE), sconfiggendo Triple H e Stephanie McMahon. Il 27 aprile, a Greatest Royal Rumble, ha partecipato al Royal Rumble match a 50 uomini, entrando con il numero 16 e venendo eliminato da Elias. Nella puntata di Raw del 20 agosto è stato temporaneamente sospeso dall'incarico di General Manager da Stephanie McMahon e sostituito da Baron Corbin.

#### Faida con Baron Corbin e ritiro (2018–2019)
Angle è tornato a sorpresa l'8 ottobre seguente, sotto le vesti di El Conquistador, vincendo una Battle Royal eliminando per ultimo proprio Corbin, qualificandosi così alla WWE World Cup. Il 2 novembre a Crown Jewel ha, quindi, preso parte alla WWE World Cup ma è stato eliminato ai quarti di finale da Dolph Ziggler (anch'egli rappresentante del roster di Raw). Il 5 novembre è tornato a combattere a Raw dopo dodici anni, perdendo per sottomissione contro Drew McIntyre (in un match nel quale se Angle avesse vinto sarebbe diventato il capitano del Team Raw alle Survivor Series). Angle è tornato il 16 dicembre a TLC: Tables, Ladders & Chairs dove ha attaccato assieme a Bobby Roode, Chad Gable, Finn Bálor e Apollo Crews il General Manager ad interim di Raw Baron Corbin durante il suo match contro l'infortunato Braun Strowman favorendo la vittoria di quest'ultimo e garantendogli il match per l'Universal Championship alla Royal Rumble e ponendo fine alla carica di Baron Corbin da General Manager ad interim di Raw, in un match arbitrato da Heath Slater (che si è ribellato a Corbin e l'ha attaccato insieme agli altri). Nella puntata di Raw del 17 dicembre Angle, Bobby Roode, Chad Gable e Apollo Crews hanno sconfitto Baron Corbin in 4-on-1 Handicap match in un match arbitrato da Heath Slater e nel quale se Corbin avesse vinto sarebbe diventato il General Manager a tempo pieno del Roster di Raw.
Il 27 gennaio 2019, alla Royal Rumble, Angle ha partecipato all'omonimo match entrando col numero 4 ma è stato eliminato dallo United States Champion Shinsuke Nakamura. Nella puntata di Raw del 28 gennaio è stato sconfitto da Baron Corbin. Nella puntata di Raw del 4 febbraio Angle e Braun Strowman hanno perso per squalifica contro Baron Corbin e Drew McIntyre poiché Strowman, non essendo l'uomo legale, ha comunque attaccato Corbin. Nella puntata di Raw dell'11 febbraio Angle, Braun Strowman e Finn Bálor hanno sconfitto Baron Corbin, Drew McIntyre e l'Intercontinental Champion Bobby Lashley. Nella puntata di Raw del 25 febbraio ha sconfitto per sottomissione Jinder Mahal. Nella puntata di Raw del 4 marzo Kurt Angle, Braun Strowman e l'Intercontinental Champion Finn Bálor sono stati sconfitti da Baron Corbin, Bobby Lashley e Drew McIntyre. Nella puntata di Raw dell'11 marzo Angle ha annunciato che a WrestleMania 35 ci sarà il suo ultimo match; quella stessa sera, inoltre, Angle ha sconfitto Apollo Crews. Nella puntata di Raw del 18 marzo Angle ha annunciato che il suo ultimo avversario a WrestleMania 35 sarà Baron Corbin; quella stessa sera, inoltre, Angle ha sconfitto Chad Gable. Nella puntata di Raw del 25 marzo Angle ha sconfitto lo United States Champion Samoa Joe (appartenente al roster di SmackDown) in un match non titolato. Nella puntata di SmackDown del 26 marzo Angle è apparso per sfidare AJ Styles ma è stato sconfitto da questi per squalifica a causa dell'intervento di Randy Orton ai danni proprio di Styles. Il 7 aprile, a WrestleMania 35, Angle è stato sconfitto da Baron Corbin nel suo match di ritiro. La sera seguente, a Raw, l'eroe olimpico celebra il suo ritiro dal wrestling lottato effettuando la sua Angle Slam ai danni dello stesso Corbin ma viene successivamente attaccato in modo brutale da Lars Sullivan, il quale ha fatto il suo debutto nel main roster.
Nonostante il ritiro, Angle è rimasto comunque in WWE ricoprendo il ruolo di produttore. Il 15 aprile 2020, tuttavia, Angle è stato licenziato insieme ad altri atleti e membri del backstage per cause economiche legate al COVID-19.
Nella puntata di NXT del 27 maggio Angle, ha fatto un'apparizione come arbitro speciale nel Fight Pit match tra Matt Riddle e Timothy Thatcher vinto da quest'ultimo. Nella puntata di SmackDown del 29 maggio è apparso nel backstage per promuovere l'imminente debutto di Matt Riddle.

## Vita privata
Era sposato con Karen Smedley; la donna lavorava al fianco di Angle nella TNA, ricoprendone il ruolo di manager e valletta.

## Problemi con la giustizia
Il 6 marzo 2007 il sito di Sports Illustrated ha riportato la notizia che il nome di Angle, insieme a quello di altri sportivi di diverse discipline, è stato trovato nel database clienti di un centro benessere della Florida che si sospetta essere il centro di smistamento di sostanze illegali per il miglioramento delle prestazioni fisiche. Nel pezzo è scritto che Angle avrebbe ricevuto due prescrizioni per il trenbolone ed una per il nandrolone, entrambi steroidi anabolizzanti, tra l'ottobre 2004 ed il febbraio 2005.
Angle ha prontamente ribattuto alle accuse ricordando i gravi problemi alle vertebre del collo che lo hanno tormentato nel corso della carriera e che se ha assunto tali sostanze è solo perché gli era stato prescritto dei medici che lo avevano in cura.
Kurt Angle è stato arrestato il 28 settembre 2007 dalla polizia di Moon Township, Pennsylvania, con l'accusa di guida in stato di ebbrezza; l'arresto è stato eseguito in seguito alla telefonata di una donna che ha rischiato di avere un incidente stradale con Angle all'uscita da un ristorante. Gli agenti che hanno proceduto al fermo del lottatore hanno specificato che Angle è stato sottoposto ad un test per misurare il grado di ubriachezza e si è contestualmente rifiutato di sottoporsi ad un test del sangue.
Tra la notte del 13 e 14 giugno 2013, Kurt è stato arrestato a Washington in stato di ebbrezza, possesso di marijuana, eccesso di velocità e tentata resistenza a pubblico ufficiale. È stato rilasciato dopo l'arresto pagando una cauzione di 1000$.

## Personaggio

### Mosse finali

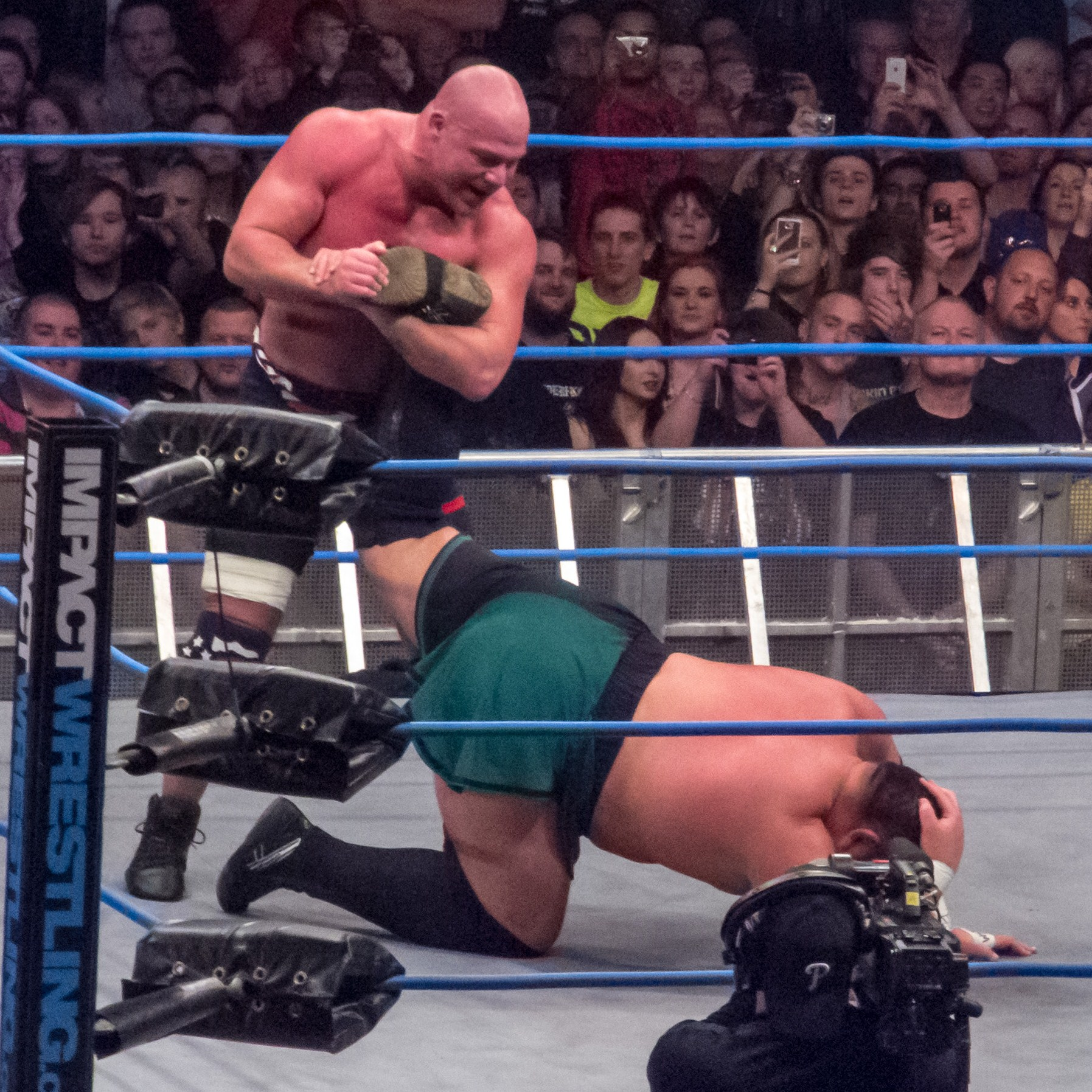
Kurt Angle mentre applica la Ankle Lock su Samoa Joe

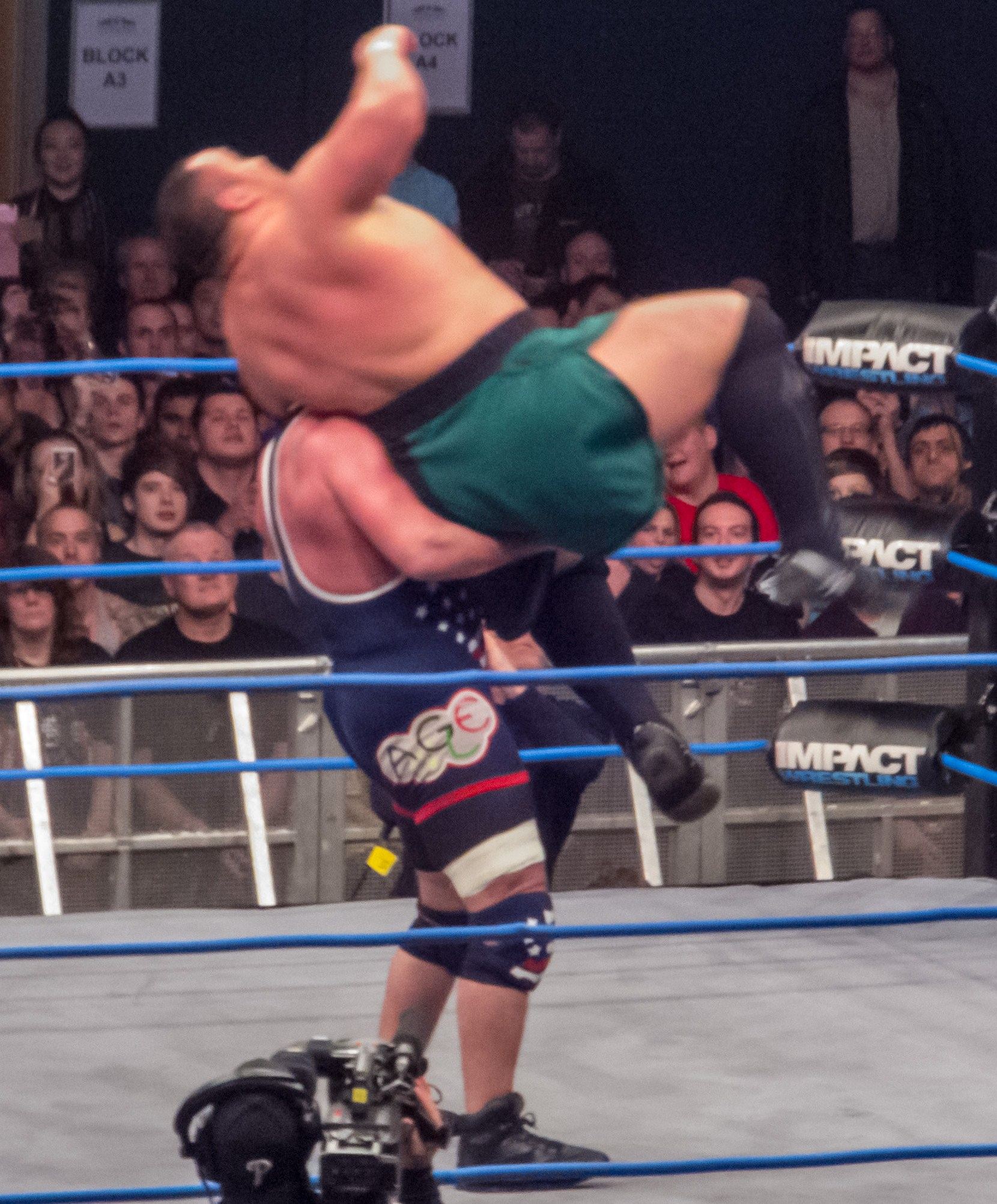
Kurt Angle mentre esegue la Angle Slam su Samoa Joe

- Angle Slam (Olympic slam, a volte dalla corda più alta)
- Ankle lock, a volte usando una grapevine sulla gamba dell'avversario – 2000–2019
- Crossface Chickenwing – 2000

### Manager
- Daivari
- Karen Angle
- Paul Heyman

### Soprannomi
- "The American/Olympic/Steel Hero"
- "The Cyborg"
- "The Godfather of The Main Event Mafia"
- "King Kurt"
- "The Most Celebrated Real Athlete in WWE History"
- "The Only Olympic Gold Medalist in Pro Wrestling History"
- "The Wrestling Machine"

## Titoli e riconoscimenti
- Cauliflower Alley Club
  - Future Legend Award (2000)
- Inoki Genome Federation
  - IWGP Third Belt Championship (1)

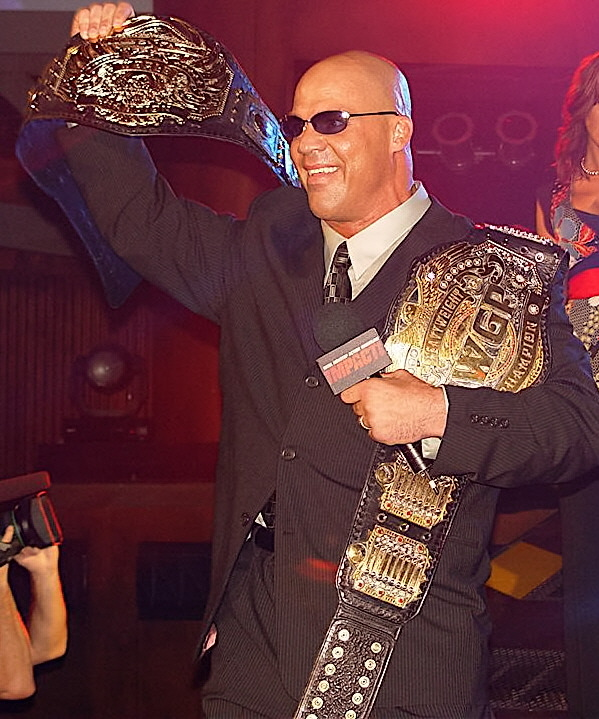
Angle con la versione IGF dell'IWGP Heavyweight Championship (nella mano sinistra) e il TNA World Heavyweight Championship (nella mano destra)

- International Wrestling Institute and Museum
  - George Tragos/Lou Thesz Hall of Fame (2012)
  - Special Honoree (2015)
- Power Pro Wrestling
  - PPW Heavyweight Championship (1)
- Pro Wrestling Illustrated
  - Comeback of the Year (2003)
  - Feud of the Year (2000) - vs. Triple H
  - Feud of the Year (2003) - vs. Brock Lesnar
  - Feud of the Year (2007) - vs. Samoa Joe
  - Match of the Year (2003) - vs. Brock Lesnar in un 60–minute iron man match il 18 settembre 2003
  - Match of the Year (2005) - vs. Shawn Michaels WrestleMania 21
  - Most Hated Wrestler of the Year (2000)
  - Most Inspirational Wrestler of the Year (2001)
  - Most Popular Wrestler of the Year (2003)
  - Rookie of the Year (2000)
  - Wrestler of the Year (2003)
  - 1º tra i 500 migliori wrestler singoli nella PWI 500 (2001)
- Rolling Stone
  - Best Posture (2017)
  - Most Improbably Awesome Match of the Year (2017) - Team Angle vs. Team McMahon a Survivor Series
- SoCal Uncensored
  - Match of the Year (2000) - vs. Christopher Daniels a Ultimate Pro Wrestling
- Total Nonstop Action Wrestling
  - TNA World Heavyweight Championship (6)
  - TNA World Tag Team Championship (2) – con A.J. Styles (1) e Sting (1)
  - TNA X Division Championship (1)
  - King of the Mountain (2007, 2009)
  - Secondo Triple Crown Champion
  - TNA Hall of Fame (classe del 2013)
- World Wrestling Federation/Entertainment
  - WWE Championship (4)
  - World Heavyweight Championship (1)
  - WCW Championship (1)
  - WCW United States Championship (1)
  - WWE Tag Team Championship (1) – con Chris Benoit
  - WWF European Championship (1)
  - WWF Hardcore Championship (1)
  - WWF Intercontinental Championship (1)
  - King of the Ring (edizione 2000)
  - WWE Hall of Fame (classe del 2017)
  - 10º Triple Crown Champion
  - 5º Grand Slam Champion (vecchio formato)
- Wrestling Observer Newsletter
  - Best Gimmick (2000)
  - Best on interviews (2002)
  - Best Technical Wrestler (2002)
  - Feud of the Year (2003) - vs. Brock Lesnar
  - Match of the Year (2002) - con Chris Benoit vs. Edge e Rey Mysterio a No Mercy
  - Most Improved (2000)
  - Most Outstanding Wrestler (2001–2003)
  - Readers' Favorite Wrestler (2002–2003)
  - Wrestler of the Decade (2000–2009)
  - Wrestler of the Year (2002)
  - Wrestling Observer Newsletter Hall of Fame (classe del 2004)

## Filmografia

### Cinema
- End Game (2009)
- Chains (2009)
- Dylan Dog - Il film, regia di Kevin Munroe (2011)
- River of Darkness, regia di Bruce Koehler (2011)
- Waking Up (2011)
- Warrior, regia di Gavin O'Connor (2011)
- Beyond the Mat (2012)
- Death from Above, regia di Max Douglas (2012)
- Drummer for the Mob (2012)
- Olympic Trials with Kurt Angle (2012)
- Pain & Gain - Muscoli e denaro, regia di Michael Bay (2013)
- Horse Cops (2013)
- Pro Wrestlers vs. Zombies, regia di Cody Knotts (2013)
- Sharknado 2 - A volte ripiovono, regia di Anthony C. Ferrante (2014)
- Not Cool (2014)
- The Last Witch Hunter - L'ultimo cacciatore di streghe , regia di Breck Eisner (2015)

### Televisione
- Fox 53 Ten O'Clock News (1997)
- The Weakest Link (2001)
- Inside MMA (2007)
- Pros vs. Joes (2008)
- Criss Angel Mindfreak (2009)
- Extreme Makeover: Home Edition (2011)
- Baal Vee (2013)
- Duck Dynasty: buzzurri e bizzarri (2016)

### DVD dedicati a Kurt Angle
- Kurt Angle - Champion (2009)[14]

## Doppiatori italiani
- Andrea Ward in Dylan Dog - Il film

## Nei videogiochi
- WWF Royal Rumble[15]
- WWF No Mercy[16]
- WWF SmackDown! 2: Know Your Role[17]
- WWF Road to WrestleMania[18]
- WWF SmackDown! Just Bring It – (in copertina)[19]
- WWE Raw[20]
- WWE WrestleMania X8[21]
- WWE Road to WrestleMania X8[22]
- WWE SmackDown! Shut Your Mouth – (in copertina)[23]
- WWE Crush Hour[24]
- WWE WrestleMania XIX – (in copertina)[25]
- WWE Raw 2[26]
- WWE SmackDown! Here Comes the Pain[27]
- WWE Day of Reckoning[28]
- WWE SmackDown! vs. Raw[29]
- WWE Survivor Series[30]
- WWE WrestleMania 21[31]
- WWE Day of Reckoning 2[32]
- WWE SmackDown! vs. Raw 2006[33]
- WWE SmackDown vs. Raw 2007[34]
- TNA Impact! – in copertina
- TNA iMPACT!: Cross the Line - in copertina
- TNA Wrestling Impact!
- WWE 2K18 - bonus pre-order
- WWE 2K19
- WWE 2K20

## Video
- Kurt Angle: It's True! It's True! (VHS)
- Kurt Angle-Champion (DVD)